# Tuvalu Sports Ground
Das Tuvalu Sports Ground ist das einzige Stadion in Tuvalu. In dem Mehrzweckstadion werden vor allem Fußball- und Rugbyspiele ausgetragen, darunter die Tuvalu A-Division im Fußball sowie die Tuvaluspiele. Es hat eine Kapazität von 1500 Plätzen.

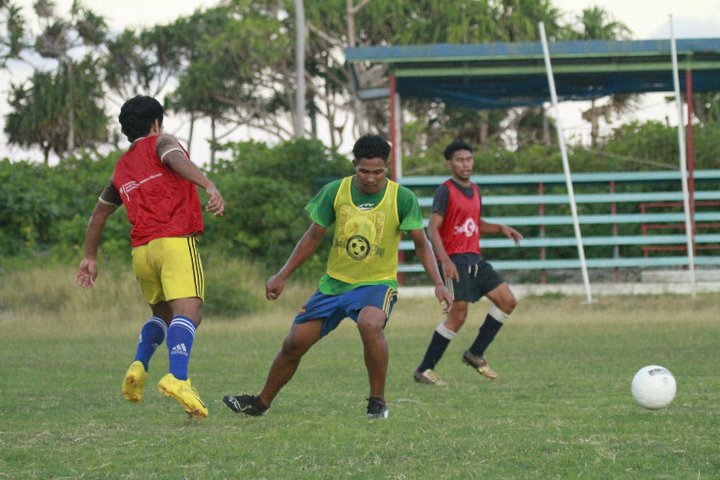
Spieler trainieren im Tuvalu Sports Ground

Auf dem Dach des Stadions sind Solarmodule angebracht. Diese versorgen Funafuti mit etwa fünf Prozent des gesamten Energiebedarfes.